# Аргайл (селище, Нью-Йорк)
Аргайл (англ. Argyle) — селище (англ. village) в США, в окрузі Вашингтон штату Нью-Йорк. Населення — 289 осіб (2020).

## Географія
Аргайл розташований за координатами 43°14′12″ пн. ш. 73°29′27″ зх. д. / 43.23667° пн. ш. 73.49083° зх. д. (43.236616, -73.490808).  За даними Бюро перепису населення США в 2010 році селище мало площу 0,91 км², уся площа — суходіл. В 2017 році площа становила 0,82 км², уся площа — суходіл.

## Демографія
Згідно з переписом 2010 року, у селищі мешкало 306 осіб у 129 домогосподарствах у складі 89 родин. Густота населення становила 338 осіб/км².  Було 144 помешкання (159/км²).
Расовий склад населення:
| - 98,4 % — білих - 0,7 % — корінних американців |

До двох чи більше рас належало 1,0 %. Частка іспаномовних становила 0,3 % від усіх жителів.
За віковим діапазоном населення розподілялося таким чином: 18,6 % — особи молодші 18 років, 59,2 % — особи у віці 18—64 років, 22,2 % — особи у віці 65 років та старші. Медіана віку мешканця становила 42,7 року. На 100 осіб жіночої статі у селищі припадало 98,7 чоловіків;  на 100 жінок у віці від 18 років та старших — 93,0 чоловіків також старших 18 років.
Середній дохід на одне домашнє господарство  становив 65 067 доларів США (медіана — 53 500), а середній дохід на одну сім'ю — 76 001 долар (медіана — 59 688). За межею бідності перебувало 6,1 % осіб, у тому числі 6,2 % дітей у віці до 18 років та 10,5 % осіб у віці 65 років та старших.
Цивільне працевлаштоване населення становило 185 осіб. Основні галузі зайнятості: виробництво — 20,5 %, освіта, охорона здоров'я та соціальна допомога — 20,5 %, будівництво — 13,0 %, роздрібна торгівля — 10,3 %.